# Badminton 1957
Höhepunkte des Badmintonjahres 1957 waren der erstmals ausgetragene Uber Cup mit dem Sieger USA sowie die All England, die Irish Open, die Scottish Open, die German Open, die Dutch Open und die French Open. In Südkorea wurden erstmals nationale Titelkämpfe ausgetragen.
==Internationale Veranstaltungen ==
| Veranstaltung | Herreneinzel     | Dameneinzel     | Herrendoppel                  | Damendoppel                               | Mixed                          |
| ------------- | ---------------- | --------------- | ----------------------------- | ----------------------------------------- | ------------------------------ |
| All England   | Eddy Choong      | Judy Devlin     | Joe Alston Johnny Heah        | Anni Hammergaard Hansen Kirsten Thorndahl | Finn Kobberø Kirsten Thorndahl |
| French Open   | Ferry Sonneville | Sheila Ryder    | David Choong Ferry Sonneville | Mimi Wyatt Ruth Page                      | David Choong Sonia Cambril     |
| German Open   | Eddy Choong      | Inger Kjærgaard | Eddy Choong David Choong      | Agnete Friis Hanne Jensen                 | Erland Kops Agnete Friis       |
| Malaysia Open | Choong Ewe Beng  | Tan Gaik Bee    | Teh Kew San Lim Say Hup       | Tan Gaik Bee Lim Kit Lin                  | Lim Say Hup Tan Gaik Bee       |